# تپه گورستان بی باغلی
تپه قبرستان بی باغلی مربوط به عصر آهن است و در شهرستان بیله‌سوار، بخش مرکزی، دهستان گوگ تپه، روستای بی باغلی واقع شده و این اثر در تاریخ ۱۲ شهریور ۱۳۸۶ با شمارهٔ ثبت ۱۹۴۳۶ به‌عنوان یکی از آثار ملی ایران به ثبت رسیده است.